# Carol Duarte
Carol Duarte, född 10 juli 1991, är en brasiliansk skådespelare.
Duarte har bland annat medverkat i filmen Chimären. Hon har även medverkat i TV-serien A Força do Querer.

## Filmografi (i urval)
- 2017 – A Força do Querer (TV-serie)
- 2023 – Chimären